# Megaherz
Megaherz (ty. "Megahjärta", en ordlek bildad på homofonen Megahertz) är ett tyskt industrial/hårdrocksband, bildat år 1993. Musikstilen beskrivs som Neue Deutsche Härte.

## Medlemmar

### Nuvarande medlemmar
- Christian "X-ti" Bystron – sologitarr (1997– ), sampling (2002– )
- Werner "Wenz" Weninger – basgitarr (1997– )
- Alexander "Lex" Wohnhaas – sång (2007– )
- Christoph "Chris" Klinke – rytmgitarr (2011– )
- Rolf Hering – trummor (2018– )

### Tidigare medlemmar
- Alexander "Alexx" Wesselsky – (1993–2003)
- Marc Bredtmann – gitarr (1993–1996)
- Josef Kalleder – basgitarr (1993–1996)
- Tobias Trinkl – trummor (1993–1996)
- Christian Scharinger – keyboard (1993–1996)
- Mathias "Jablonski" Elsholz – sång (2003–2005)
- Oliver Pohl – gitarr (2002–2003)
- Jürgen Zink – trummor (2002–2005)
- Frank Gegerle – trummor (1998–2001, 2005–2007)
- Jochen "Noel Pix" Seibert – keyboard (1996–2003)
- Roland Vencelj – gitarr (2005–2011)
- Jürgen "Bam Bam" Wiehler – trummor (2007–2018)

## Diskografi
Studioalbum
- Herzwerk (1995) (självutgiven)
- Wer Bist Du? (1997)
- Kopfschuss (1998)
- Himmelfahrt (2000)
- Herzwerk II (2002)
- 5 (2004)
- Heuchler (2008)
- Götterdämmerung (2012)
- Zombieland (2014)
- Komet (2018)
- In Teufels Namen (2023)

EP
- Freiflug EP: The Early Years (1996-2000) (2007)
- Mann von Welt (2008)
- Jagdzeit (2011)
- Erdwärts (2015)

Singlar
- "Gott sein" (1997)
- "Rock Me Amadeus" (1998)
- "Liebestöter" (1998)
- "Freiflug" (1999)
- "Himmelfahrt" (2000)
- "Herzblut" (2002)
- "Mann von Welt" (2008)
- "Jagdzeit" (2011)
- "Gegen Den Wind" (2013)
- "Wir Könnten Götter Sein" (2014)
- "Für Immer" (2014)
- "Vorhang Auf" (2017)
- "Komet" (2018)
- "Von Oben" (2018)

Samlingsalbum
- Querschnitt (2001)
- Totgesagte Leben Länger (2009)

Remixalbum
- Loblieder (2010)